# Društvo kapitala
Društvo kapitala (engl. limited company, njem. Kapitalgesellschaft) je jedan od dva temeljna tipa trgovačkog društva. Društvo kapitala utemeljuje jedna ili više fizičkih i/ili pravnih osoba na način da povezivajući ili udružujući uloge formiraju kapital. Društvo kapitala ima svoj definirani temeljni kapital.

## Odgovornost članova društva/dioničara
U društvu kapitala za razliku od društva osoba nema osobne odgovornosti članova društva/dioničara, već za obveze društva odgovaraju do visine svojih temeljnih uloga. 

## Tipovi društva kapitala
Najpoznatiji tipovi društva kapitala su:
- dioničko društvo (d.d.) i
- društvo s ograničenom odgovornošću (d.o.o.).

Hrvatski zakonodavac propisuje za dionička društva najmanji temeljni kapital u visini od 200.000 Kuna, a za društvo s ograničenom odgovornošću u visini od 20.000 Kuna.
Pored njih u pravu društava poznat je i pravni oblik za osiguravajući društva, koja mogu pored dioničkog društva biti ustrojeni kao društvo za uzajamno osiguranje.

## Poveznice
- Trgovačko društvo
- Pravo društava
- Dioničko društvo
- Društvo s ograničenom odgovornošću
- Društvo osoba
- Trgovačko pravo

- Korporacija

## Vanjske poveznice
http://www.nn.hr/clanci/sluzbeno/1993/2133.htm - Zakon o trgovačkim društvima (Narodne Novine)